# Subiaco
Subiaco è un comune italiano di 8 525 abitanti della città metropolitana di Roma Capitale nel Lazio.

## Geografia fisica

### Territorio
Il territorio è vario con aree montuose e aree in pianura. Viene attraversato dall'Aniene e interessa alcune vette dei Monti Simbruini (monte Calvo, 1.591 m e monte Livata, 1.429 m). Comprende un vasto bosco di faggi su un altopiano che si sviluppa su un'area di 3000 ettari compreso nel parco naturale regionale Monti Simbruini.

### Clima
La stazione meteorologica di Subiaco Santa Scolastica è la più vicina territorialmente e da quella si hanno tutte le informazioni relative al clima di Subiaco.
- Classificazione climatica: zona D, 2034 GR/G

## Storia

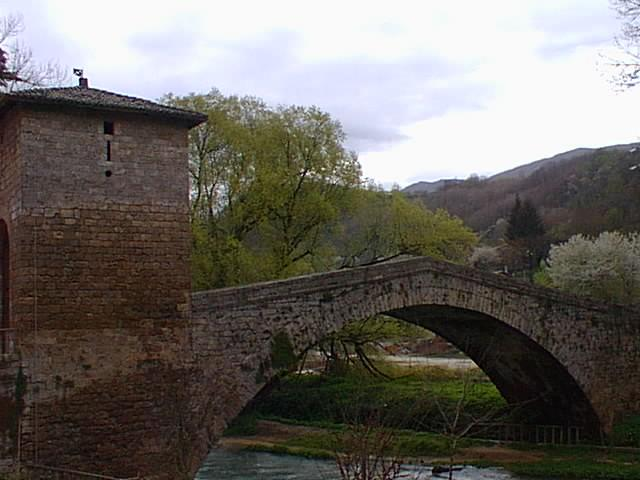
Ponte di San Francesco sull'Aniene

L'origine del toponimo probabilmente deriva da Sub (Sub-lacense) suffisso che indica sotto i Laghi.
Sono stati identificati resti della residenza dell'imperatore Nerone, attorno alla quale si sviluppò il centro, costituita da un complesso di edifici a diverso livello in posizione elevata sulla riva destra dell'Aniene, presso una serie di laghi artificiali; è stato messo in luce un cospicuo nucleo a due piani con grande nicchia absidata e vasti ambienti comunicanti.
Un ponte-diga di notevoli dimensioni, che collegava le due sponde e serviva da sbarramento per le acque, detto pons marmoreus, è oggi interamente scomparso; restano solo tracce delle fondazioni.
Nella villa, di appartenenza imperiale fino al III secolo d.C., sono stati rinvenuti una testa femminile dormiente e il ritratto di un efebo, ora entrambi a Roma (presso il Museo Nazionale Romano).
Le origini dell'attuale abbazia benedettina risalgono agli inizi del VI secolo, allorché san Benedetto da Norcia, dopo l'esperimento di vita eremitica condotto in un antro presso l'antica villa ivi costruita da Nerone, fondò nella zona del sublacense tredici monasteri per dare ospitalità ai suoi primi discepoli, provenienti in parte dalla nobiltà romana.
In seguito (XII secolo) per iniziativa degli abati fu costruito il santuario-monastero del Sacro Speco, eretto sopra l'originaria memoria del Santo.
Dei tredici monasteri fondati da san Benedetto è rimasto solo l'attuale monastero di Santa Scolastica inizialmente dedicato a San Silvestro, che vanta il titolo di Protocenobio della Congregazione Sublacense dell'Ordine benedettino. Gli altri andarono distrutti o furono abbandonati.
Nel IX secolo il monastero di Santa Scolastica subì due devastazioni da parte dei saraceni: l'una nell'828-829, l'altra probabilmente nell'876-877, anche se per questo periodo storico le ricostruzioni non sono univoche.
Nel X secolo ricevette donazioni da diversi papi (Giovanni X, Leone VII, Giovanni XII, Benedetto VII, Gregorio V) che ingrandirono il territorio dell'abbazia.

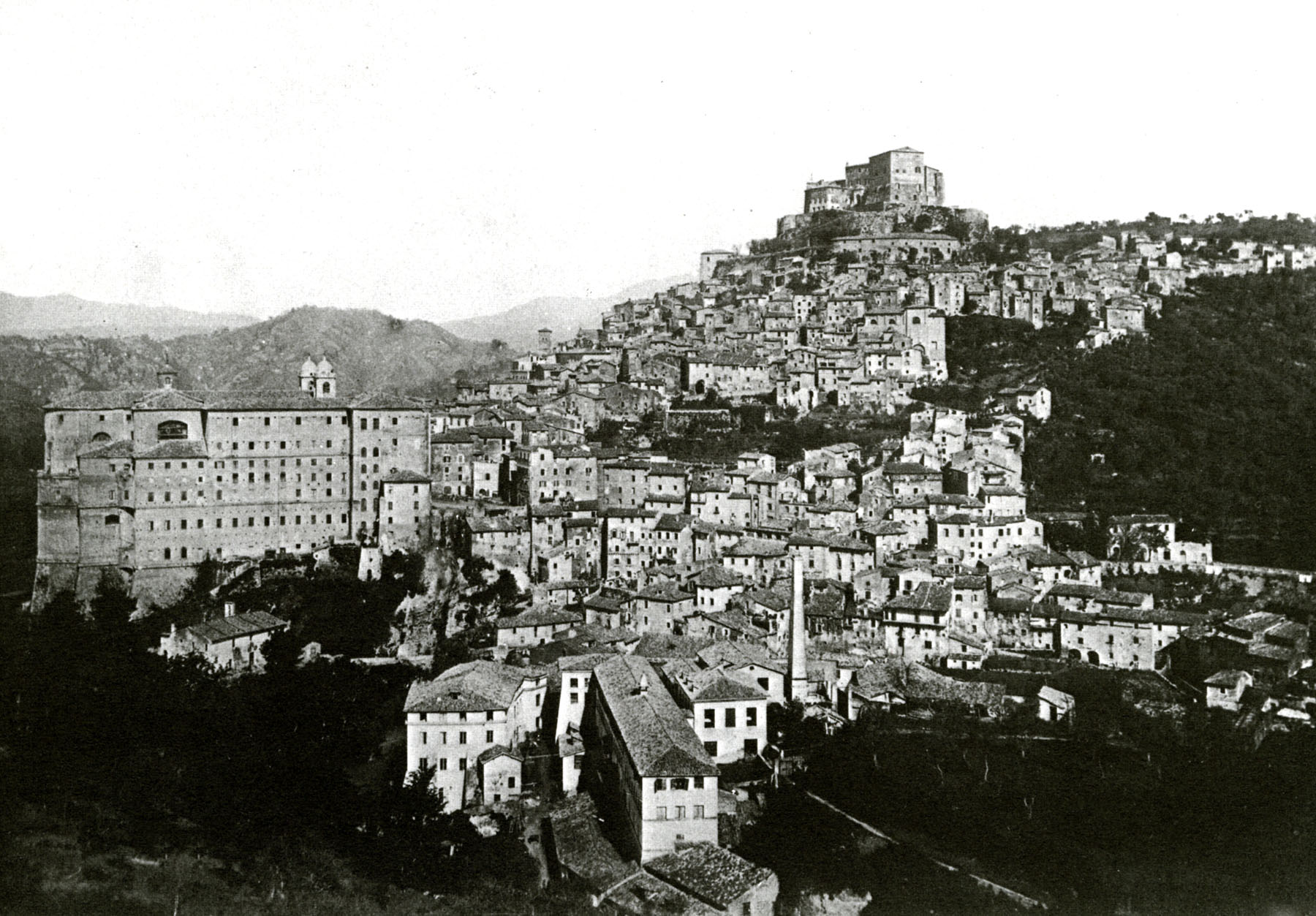
Panorama in una foto del 1880

Sempre con il favore pontificio, l'abbazia conobbe un periodo di grande splendore nei secoli XI e XII diventando feudo assai ambito per la sua potenza economica e politica. Fu probabilmente il primo luogo in Italia ad essere dotato di una pressa per la stampa di libri, fondata dai tedeschi Conrad Sweynheym e Arnold Pannartz nel 1465, all'interno dell'abbazia.
Le continue lotte con le famiglie feudali portarono tuttavia alla sua decadenza. Eretta in commenda da papa Callisto III (1456), fu affidata al cardinale Giovanni Torquemada (Juan de Torquemada), zio del famoso inquisitore. Nel 1467 passò poi a Rodrigo Borgia, futuro papa Alessandro VI e, successivamente, ai Colonna (1492), ai Borghese (1608) e ai Barberini (1633).
Nel 1753 papa Benedetto XIV privò gli abati commendatari della giurisdizione temporale, lasciando però quella ecclesiastica e spirituale. Soppressa dai francesi (all'inizio del XIX secolo), restaurata poco dopo da papa Pio VII, l'abbazia fu reintegrata nei suoi privilegi di abbazia nullius da papa Benedetto XV (1915).
Francesco Bulgarini, nel 1848, parla di contadini montagnoli «ciociari» in riferimento a dei mezzadri provenienti stagionalmente, dal circondario di Subiaco, a Tivoli, per coltivare granturco. Nel 1867 Subiaco fu testimone della Campagna dell'Agro romano per la liberazione di Roma voluta da Giuseppe Garibaldi. Nel mese di ottobre vi furono uccisi in uno scontro con i pontifici il capitano garibaldino milanese Emilio Blenio ed alcuni suoi compagni. I resti dei garibaldini furono traslati a cura della Società Reduci delle patrie battaglie da Subiaco nell'Ara-Ossario di Mentana come risulta da documenti conservati in archivio. Da Subiaco inoltre proveniva anche uno dei Mille, Luigi Pistoia (1831-1892), al quale è intitolata una piazzetta (piazzetta Luigi Pistoia).
Dal 1943 al 1945 la città fu occupata dai tedeschi, che si macchiarono anche di una strage a danno di civili e vide il centro cittadino, raso al suolo dai  bombardamenti degli alleati.
Il 27 luglio 2021 è stata insignita del titolo di città dal presidente della Repubblica Sergio Mattarella. 

### Simboli
Lo stemma e il gonfalone del comune di Subiaco sono stati concessi con decreto del presidente della Repubblica del 30 ottobre 1954.
Nella prima partizione è riprodotto il blasone della famiglia Braschi di Cesena, che fu concesso alla città da papa Pio VI (Giovanni Angelo Braschi). La seconda partizione riprende l'etimologia di Subiaco, derivante dal latino Sublaqueum con riferimento alla villa di Nerone e ai tre laghi ai piedi dei Monti Simbruini, creati artificialmente dall'imperatore sbarrando il corso del fiume Aniene.
Attualmente il Comune utilizza convenzionalmente un emblema che raffigura solo parte dello stemma ufficialmente riconosciuto, i tre laghetti, accompagnato dall'iscrizione latina Sub lacum.
Il gonfalone in uso è interzato in palo di verde, di bianco e di rosso anche se quello ufficialmente concesso è un drappo partito di blu e di rosso.

## Monumenti e luoghi d'interesse

### Architetture religiose

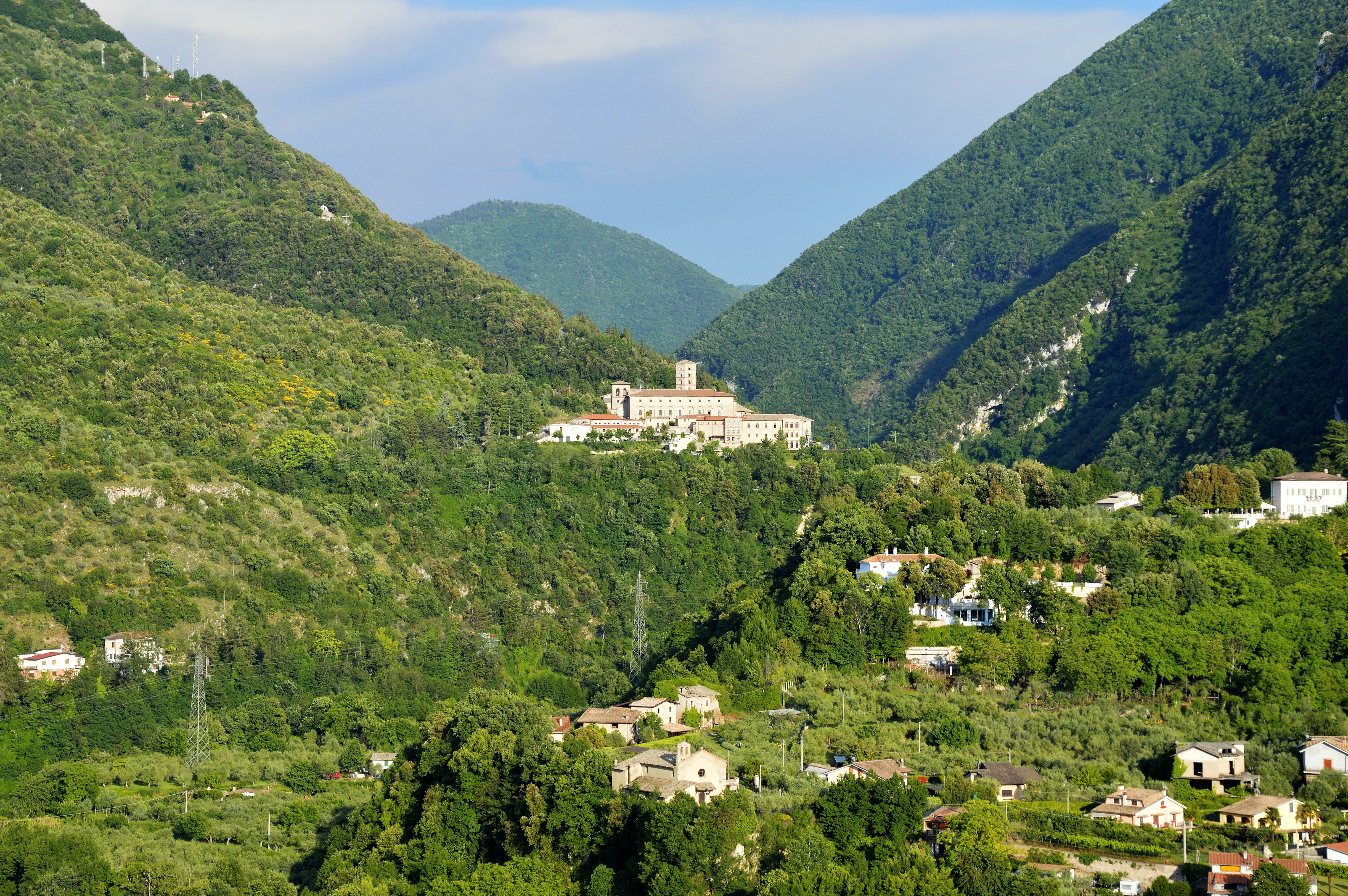
Monastero di Santa Scolastica.

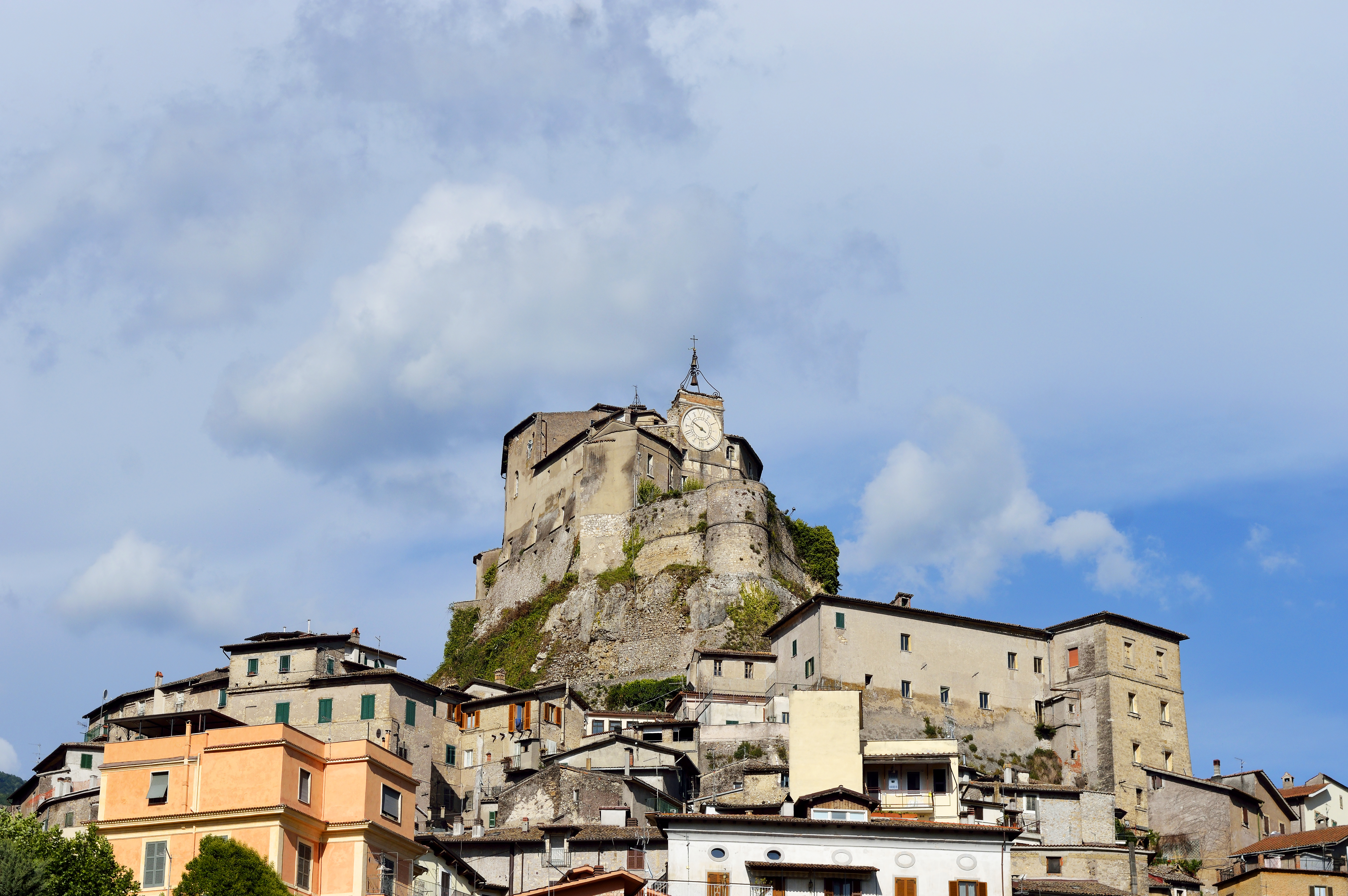
Rocca abbaziale.

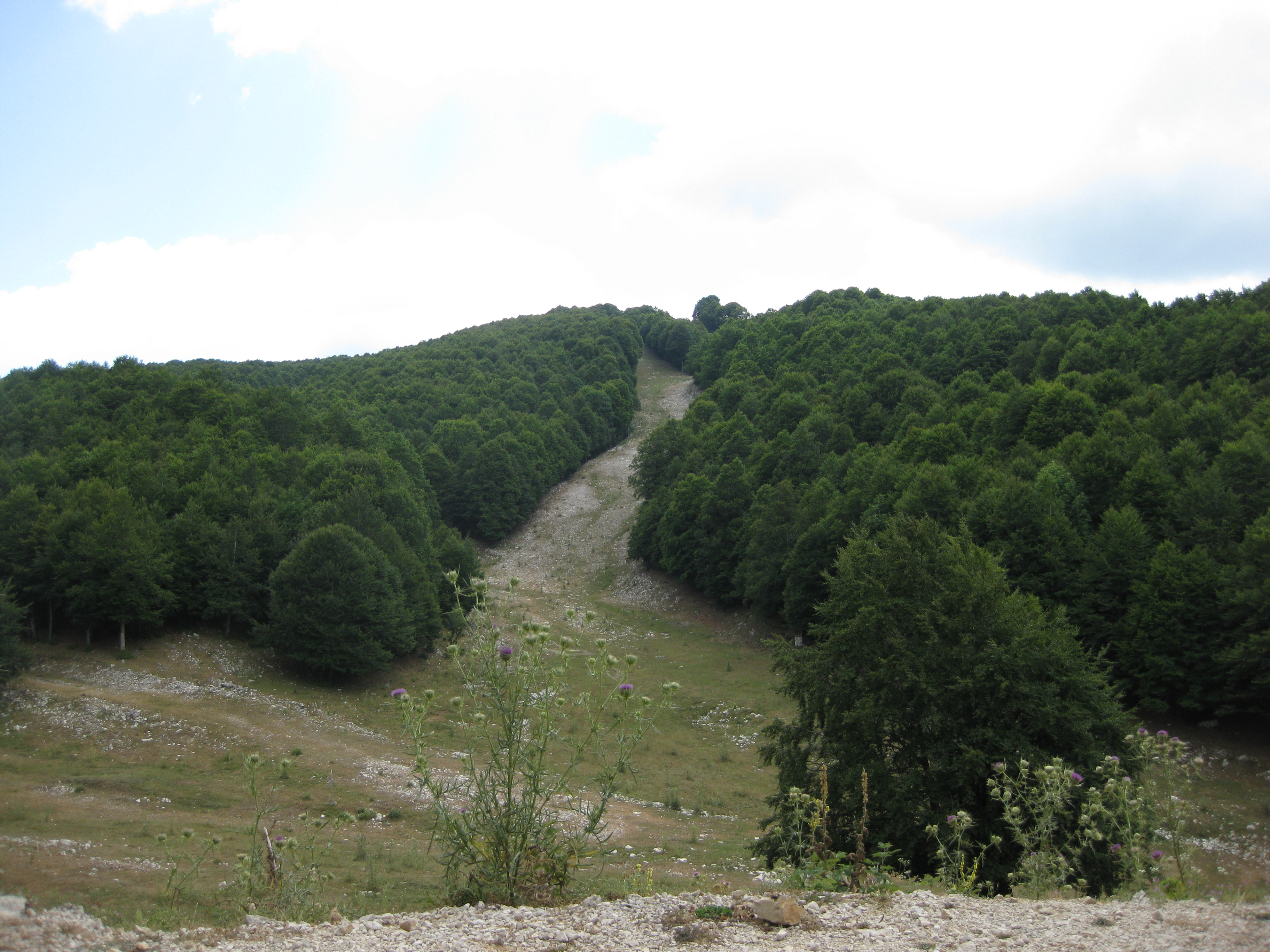
Monna dell'Orso, sul Monte Livata.

- Monastero di Santa Scolastica. Comprende una chiesa gotica (che ha la dignità di basilica minore[15]) con campanile romanico e fu trasformata nel 1771-1776 dall'architetto Giacomo Quarenghi in forme neoclassiche. Il monastero si articola intorno a tre chiostri:
  - chiostro cosmatesco (secoli XII e XIII);
  - chiostro gotico (secoli XIV e XV);
  - chiostro tardorinascimentale (fine del XVI secolo).
- Monastero di San Benedetto, o "del Sacro Speco", costruito vicino ad una parete di roccia. Costituito da un complesso di ambienti, chiesette e cappelle, talvolta ricavate dalla roccia, conserva decorazioni a fresco di varie epoche e un ritratto di san Francesco (1223).
- Chiesa e convento di San Francesco, del 1327, con altari lignei e pregevoli pitture dei secoli XV e XVI;[16]
- Chiesa di Sant'Andrea Apostolo, costruita su progetto di Pietro Camporese in forme neoclassiche, devastata dalle bombe nella seconda guerra mondiale e ripristinata da Florestano Di Fausto, con 6 campane: il "campanone", un si2 fuso nel 1760, la seconda campana, re3 fisso (dentro la chiesa), la terza, un fa3 (a distesa), la quarta, un si3 che sembra un do4 (a distesa) e le ultime 2 campane, mi4 e fa4 (fisse), tutte e 2 antiche.
- Chiesa di Santa Maria della Valle. Insieme alla cattedrale di Santa Scolastica e al palazzo di papa Pio VI forma un complesso architettonico neoclassico. Ha 4 campane: la campana grande, un fa#3, la seconda, un sib3, la terza, un re4 e la piccola, un mi4.

### Architetture civili
- Rocca abbaziale, medievale, ma largamente trasformata fra i secoli XVI e XVII);

### Siti archeologici
- Area archeologica della villa di Nerone.[17]

### Aree naturali
- Monti Simbruini
- Parco naturale regionale Monti Simbruini
- Monte Livata

## Cultura
Capitale italiana del libro 2025
È stata nominata Capitale italiana del libro per il 2025.

### Istruzione

#### Biblioteche
- Biblioteca Comunale, attiva dal 1975;[19]
- Biblioteca Statale del Monumento Nazionale di S. Scolastica, istituita presso l'omonimo monastero.[19]

#### Musei
- Museo delle attività cartarie e della stampa, situato presso la Rocca di Subiaco.[20]
- Museo Luigi Ceselli, situato presso il Monastero di Santa Scolastica[21]

## Società

### Evoluzione demografica
Abitanti censiti

### Etnie e minoranze straniere
Secondo i dati ISTAT al 31 dicembre 2015 la popolazione straniera residente era di 695 persone (7,66%). Le nazionalità maggiormente rappresentate in base alla loro percentuale sul totale della popolazione residente erano:

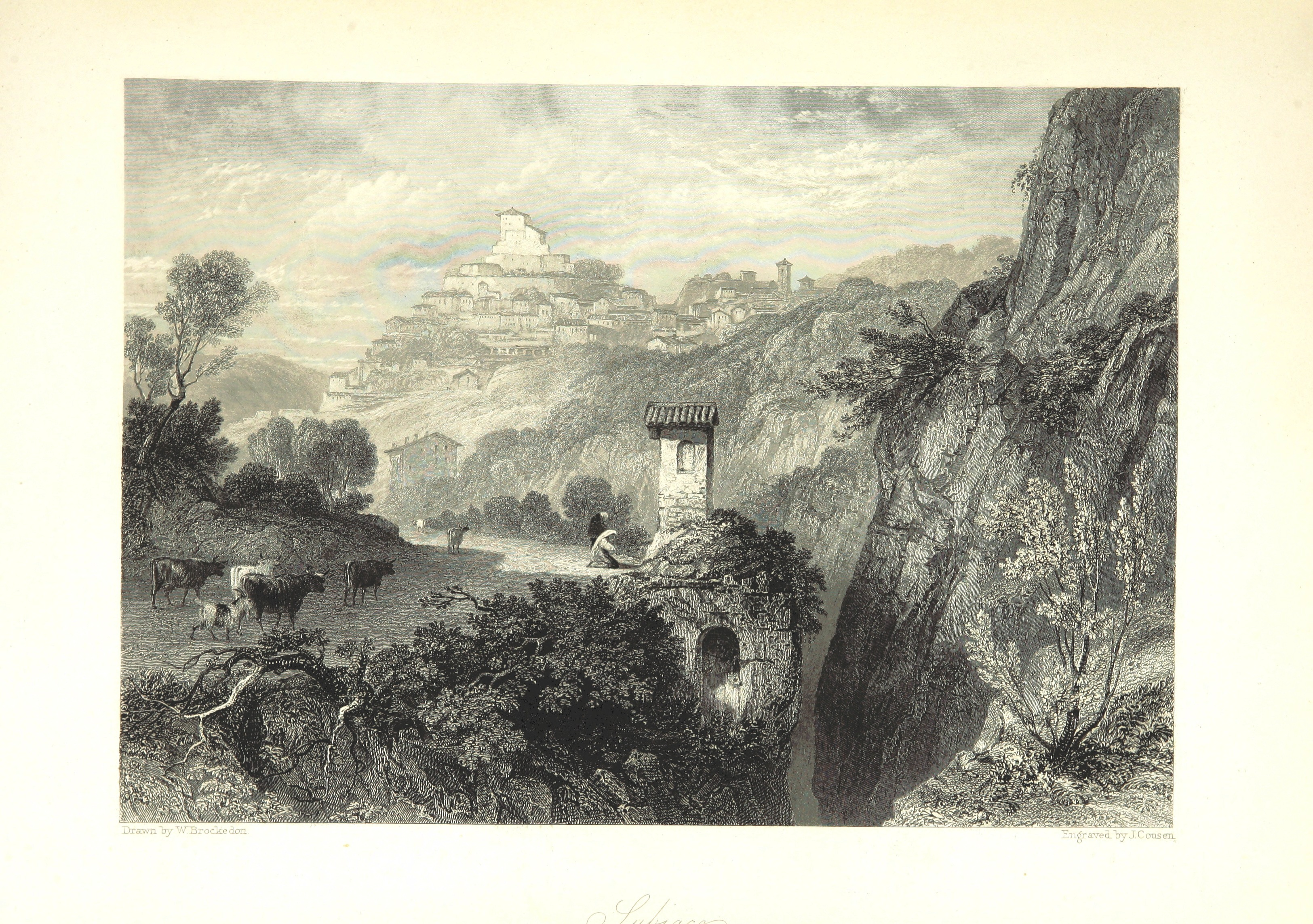
Subiaco in una pubblicazione del 1864

- Romania, 406 (4,47%)
- Albania, 134 (1,48%)

### Dialetti
Il dialetto parlato a Subiaco è il dialetto laziale centro-settentrionale.

## Economia
Sul Monte Livata si trova la stazione sciistica più vicina alla città di Roma per la pratica degli sport invernali (sci alpino, telemark, sci di fondo, snowboard, racchette da neve) e quindi è di importanza economica sul piano turistico.

## Amministrazione

### Gemellaggi
Subiaco è gemellata con:
- Subiaco
- Ochsenhausen
- Cassino
- Norcia

### Altre informazioni amministrative
- Fa parte della Comunità montana dell'Aniene

## Sport

### Atletica leggera
- Gruppo Marciatori Simbruini.[25]
- Trail Monti Simbruini

### Calcio
- A.S.D. Polisportiva Vis Subiaco che, nel campionato 2024-25, milita nel campionato di Promozione.[26]

### Canoa
- Canoanium Club Subiaco